# Protocole informatique
Pour les articles homonymes, voir protocole.
Un protocole informatique (ou parfois tout simplement un protocole quand le contexte de l'informatique est clair)  est un ensemble de règles qui régissent les échanges de données ou le comportement collectif de processus ou d'ordinateurs en réseaux ou d'objets connectés.  Un protocole a pour but de réaliser une ou plusieurs tâches concourant à un fonctionnement harmonieux d'une entité générale. 

## Définition et normalisation des protocoles
Les protocoles mettent en communication différentes entités participantes appelées « agents », le but d'un protocole étant de faire coopérer ces agents à une tâche commune ou de leur faire s'échanger des données, pour  cela on les définit aussi rigoureusement que l'on peut. 

Par exemple, le protocole de Bitcoin est « établi » ou régulé par son code informatique [Interprétation personnelle ?].
Certains protocoles sont « normalisés » par des comités de normalisation, formel comme l'ISO ou informel comme l'IETF pour Internet ; on parle parfois aussi de standards. 
Les protocoles dits « propriétaires », sont spécifiques à un constructeur ou ou à un fabricant, mais ne sont pas ouverts,
tandis que les protocoles normalisé et publics permettent à plusieurs constructeurs ou fabricants de faire coopérer des agents.

## Quelques types de protocoles
- Les protocoles les plus nombreux sont les protocoles de communication, parmi lesquels il y a les protocoles de réseau, ainsi les plus célèbres sont TCP/IP qui régit Internet et Hypertext Transfer Protocol (HTTP) qui régit le Web.
- Les protocoles sécurisés (en)  peuvent être soit abstraits, soit concrets et ont trait à la sécurité. [réf. nécessaire] [pas clair] Par exemple, le protocole HTTPS est le prolongement sécurisé du protocole HTTP.
- Les crypto-monnaies sont régies par des protocoles visant à faire fonctionner et sécuriser une monnaie électronique et les transactions monétaires associées.
- Dans les architectures client-serveur, le protocole permet la communication entre les clients et le serveur et le transfert d'informations, tels que les protocoles FTP et SSH File Transfer Protocol.